# Điện ảnh Hồng Kông
Điện ảnh Hồng Kông (tiếng Trung Quốc: 香港電影 / Hương Cảng điện ảnh, tiếng Anh: Cinema of Hong Kong) hay phim điện ảnh Hồng Kông (tức phim lẻ Hồng Kông) là tên gọi ngành công nghiệp điện ảnh của Đặc khu hành chính Hồng Kông, đây một trong 4 nền điện ảnh Hoa ngữ (bao gồm: Trung Quốc đại lục, Hồng Kông, Đài Loan và Singapore). Do đặc điểm là thuộc địa của Anh hơn một thế kỷ, điện ảnh Hồng Kông vừa được thừa hưởng truyền thống văn hóa lâu đời của Trung Quốc, vừa được tiếp cận với nền điện ảnh phát triển của châu Âu. Cũng vì thế, điện ảnh Hồng Kông cũng phát triển từ khá sớm và trong vài chục năm trở lại đây đã là một trong các nền điện ảnh lớn nhất châu Á. Có thời gian lượng phim sản xuất mỗi năm của điện ảnh Hồng Kông chỉ thua kém điện ảnh Hollywood của Mỹ và Bollywood của Ấn Độ.
Tuy chịu ảnh hưởng của cuộc suy thoái kinh tế giữa thập niên 1990 và sự thay đổi thể chế chính trị khi Hồng Kông được trao trả cho Trung Quốc năm 1997, điện ảnh Hồng Kông hiện nay vẫn có một vai trò quan trọng trong nền điện ảnh thế giới nói chung.

## Công nghiệp điện ảnh

### Đặc điểm chính

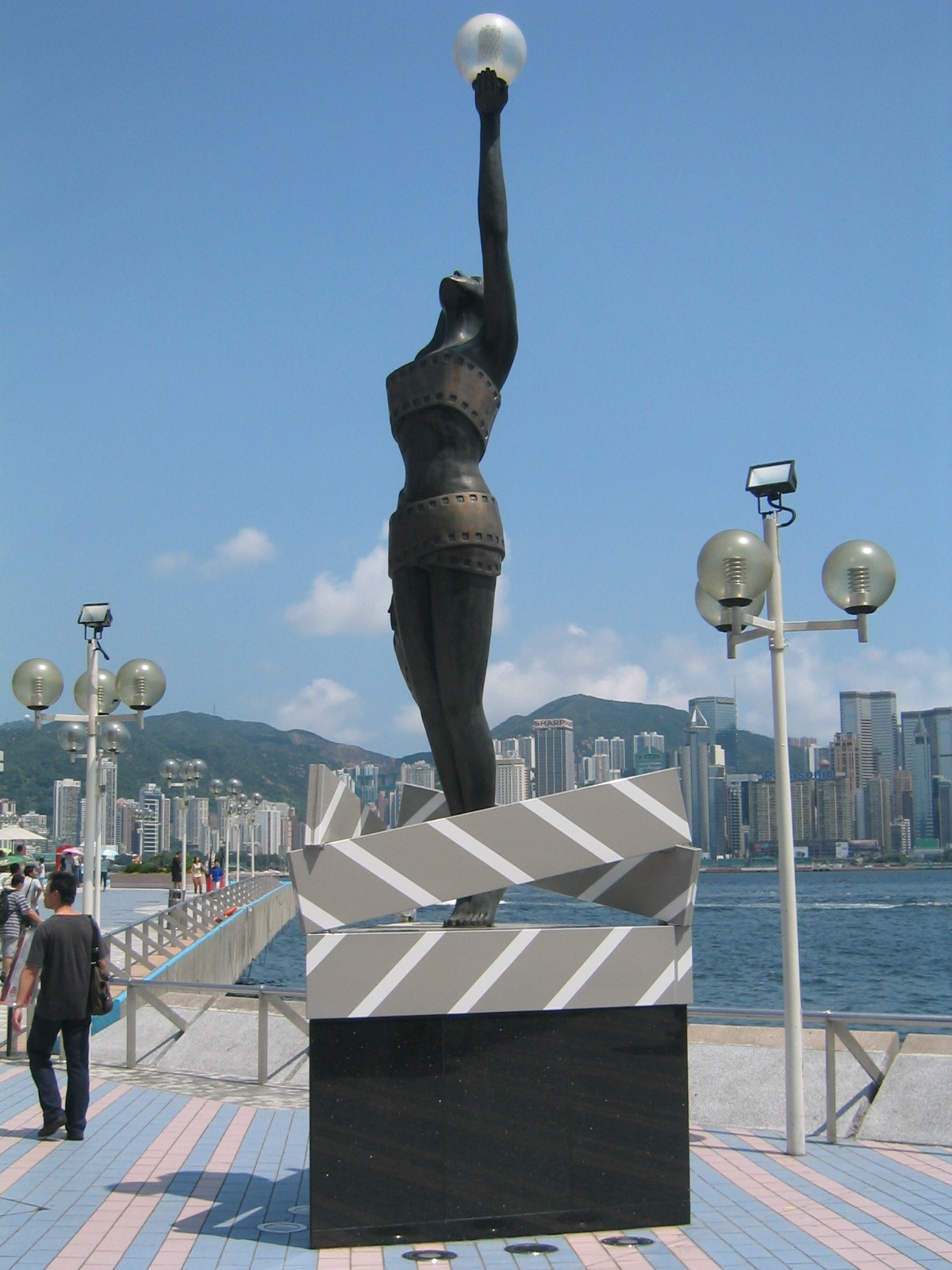
Biểu tượng của Giải thưởng Điện ảnh Hồng Kông, giải thưởng chính thức của điện ảnh Hồng Kông

Khác với nhiều nền điện ảnh khác, công nghiệp điện ảnh Hồng Kông không được chính phủ hỗ trợ trực tiếp về tài chính hoặc chính sách (hạn chế phim nước ngoài). Vì lý do này nền điện ảnh Hồng Kông mang tính thương mại hóa rất cao, các bộ phim được làm ra thường với tiêu chí đầu tiên là phải thu hút được công chúng, việc này giải thích cho các thể loại phim thế mạnh của điện ảnh nước này là phim võ thuật (trong đó có phim cổ trang), phim hành động hoặc phim hài. Các bộ phim làm tiếp (sequel), làm lại (remake) cũng thường xuất hiện khi các tác phẩm gốc ăn khách. Tuy nhiên dòng phim nghệ thuật kén khán giả của Hồng Kông vẫn có một số đại diện xuất sắc, tiêu biểu phải kể tới các bộ phim của đạo diễn Vương Gia Vệ, vốn rất khó thu hồi vốn (vì không hợp gu của đại bộ phận khán giả), nhưng lại thường xuyên đoạt giải thưởng tại các liên hoan phim.
Có sự du nhập của nhiều yếu tố văn hóa phương Tây, điện ảnh Hồng Kông có nhiều điểm tương tự với điện ảnh Hollywood về mặt tổ chức sản xuất và cấu tạo kịch bản, cảnh quay. Tuy vậy các thế mạnh của văn hóa Trung Quốc cũng thường được áp dụng vào phim ảnh như nghệ thuật Hí khúc, võ thuật hoặc các triết lý Nho giáo.

### Các ngôi sao điện ảnh
Tính thương mại hóa cao của nền điện ảnh Hồng Kông được thể hiện qua việc cách tạo dựng các ngôi sao điện ảnh là trung tâm của các bộ phim và cả nền công nghiệp điện ảnh. Ở thời kỳ đầu, các bộ phim thường tìm cách thu hút khán giả bằng việc mời các diễn viên Hí khúc (戏曲) được công chúng yêu thích tham gia diễn xuất. Sau đó, trong khoảng 30 năm trở lại đây, các ngôi sao điện ảnh thường tạo dựng vị trí của mình từ các bộ phim truyền hình, một lĩnh vực giải trí cũng rất phát triển ở Hồng Kông. Phần lớn các ngôi sao điện ảnh nổi tiếng nhất của Hồng Kông hiện nay đều đã từng là các ngôi sao truyền hình trong các bộ phim truyền hình dài tập của hai hãng truyền hình lớn là TVB và ATV. Một điểm khác biệt của ngành giải trí Hồng Kông nói chung là rất nhiều ngôi sao điện ảnh lại cũng là những ngôi sao nhạc Cantopop (nhạc pop tiếng Quảng Đông), điển hình là ngôi sao quá cố Trương Quốc Vinh - người đã đưa nền điện ảnh Hồng Kông lên tầm cao và mở rộng trên toàn châu Á, cùng với bốn nam diễn viên nổi tiếng Lưu Đức Hoa, Lê Minh, Trương Học Hữu và Quách Phú Thành cũng là "Tứ đại thiên vương" của Cantopop. Các ngôi sao điện ảnh này là thành tố quan trọng nhất tạo nên thành công của một bộ phim, hầu như các tác phẩm ăn khách và nổi tiếng của Hồng Kông đều phải có cặp nam nữ diễn viên chính là các ngôi sao điện ảnh nổi tiếng, có nhiều cặp diễn viên thường được "đóng đinh" diễn cặp với nhau như Lưu Đức Hoa - Trịnh Tú Văn, Lương Triều Vĩ - Trương Mạn Ngọc, Trương Quốc Vinh - Lâm Thanh Hà,... các cặp diễn viên này thường đảm bảo doanh thu cho các bộ phim và giúp các diễn viên mới có cơ hội để trở thành các ngôi sao mới.
Trong thời gian bùng nổ của điện ảnh Hồng Kông những năm 1980, chỉ trong một năm số phim các diễn viên nổi tiếng và các đạo diễn tên tuổi tham gia thực hiện có thể lên tới hai con số.

### Ngân sách làm phim
Nếu so với các bộ phim của Hollywood thì ngân sách làm phim của điện ảnh Hồng Kông nhỏ hơn rất nhiều, trong đó phần lớn số tiền được dùng để trả cho các ngôi sao, những người quyết định sự thành bại của bộ phim, các ngôi sao lớn có thể được trả tới khoảng 5 triệu đô la Mỹ cho một phim họ tham gia. Đôi khi Hồng Kông cũng có những bộ phim bom tấn, nhưng có rất ít tác phẩm được đầu tư lớn như vậy trừ khi nó có sự tham gia của các ngôi sao nổi tiếng ở tầm quốc tế như Thành Long hoặc Châu Tinh Trì. Tuy ngân sách thường không lớn nhưng do chi phí sản xuất thấp, các bộ phim Hồng Kông vẫn thường có những đại cảnh đặc sắc, đặc biệt là trong các bộ phim hành động hoặc phim lịch sử vốn là sở trường của nền điện ảnh này.

### Ngôn ngữ và âm thanh
Cho đến thập niên 1980, phần lớn các bộ phim Hồng Kông sử dụng tiếng Quảng Đông, ngôn ngữ chính ở đặc khu này.
Trong nhiều thập niên, các bộ phim thường được quay mà không thu tiếng động trực tiếp (quay "câm" - shot silent), phần thoại và tiếng động sẽ được thêm vào ở phần hậu kỳ. Thậm chí khi các ngôi sao chính của phim vì quá bận bịu mà không thể tự lồng tiếng cho mình được, phần thoại của họ sẽ được các diễn viên ít tên tuổi hơn đảm nhiệm. Từ cuối thập niên 1990, việc thu âm đồng bộ đã được chú trọng hơn, một phần vì số lượng phim thực hiện mỗi năm đã giảm đi nhiều và phần khác là vì thị hiếu của khán giả đã nâng cao, họ đòi hỏi những bộ phim có chất lượng tốt hơn và nếu không làm được điều này, các bộ phim Hồng Kông sẽ gặp phải đối thủ cạnh tranh rất mạnh đến từ Đại lục vốn hầu hết được thu âm trực tiếp.

## Lịch sử

### Từ năm 1909 đến Chiến tranh thế giới thứ hai
Trong thời kỳ này, điện ảnh Hồng Kông chỉ là một bộ phận nhỏ của nền điện ảnh nói tiếng Hoa với trung tâm điện ảnh lớn nhất đặt tại Thượng Hải. Hàng năm số phim được sản xuất tại Hồng Kông rất nhỏ, cho đến nay chỉ còn chừng 4 bộ phim Hồng Kông (trong tổng số khoảng 500 phim) sản xuất ở thời kỳ này còn được lưu giữ.
Giống như xu hướng chung của điện ảnh Trung Quốc thời kỳ đầu, các bộ phim đầu tiên của Hồng Kông có liên hệ chặt chẽ với nghệ thuật Hí khúc (戏曲) vốn là ngành nghệ thuật biểu diễn chính ở quốc gia này trong nhiều thế kỷ. Hí khúc cung cấp kịch bản gốc, diễn viên và cả các đạo diễn cho những tác phẩm điện ảnh đầu tiên.
Tác phẩm được coi là bộ phim điện ảnh đầu tiên thực hiện ở Hồng Kông là Trang Tử thí thê (莊子試妻, năm 1913), một bộ phim được đầu tư bởi một người Mỹ tên là Benjamin Brodsky và do "cha đẻ của điện ảnh Hồng Kông" Lê Dân Vĩ (黎民偉) đạo diễn. Hãng phim đầu tiên hoàn toàn do người Hoa đầu tư được thành lập năm 1923, đó là hãng Minxin Film Company của Lê Dân Vĩ và một số người họ hàng chung vốn.
Trong thập niên 1930, chính quyền Quốc Dân Đảng ra lệnh cấm các bộ phim nói tiếng Quảng Đông (vốn là ngôn ngữ chủ yếu của các bộ phim Hồng Kông) để thực hiện chính sách "Chỉ có tiếng Quan thoại". Thêm vào đó, các bộ phim võ thuật vốn rất được ưa chuộng cũng bị cấm sản xuất. Tuy vậy ngành điện ảnh Hồng Kông, vốn do thực dân Anh quản lý vẫn tiếp tục phát triển, nhiều hãng phim lớn được thành lập trong đó có Tianyi, hãng phim tiền thân của công ty điện ảnh Thiệu thị nổi tiếng sau này.
Điện ảnh Hồng Kông có thêm điều kiện phát triển khi Chiến tranh Trung-Nhật bùng nổ năm 1937. Các bộ phim về đề tài yêu nước và chống Nhật được thực hiện rất nhiều, thêm vào đó là sự củng cố về chất lượng nghệ thuật và sản xuất nhờ một lượng lớn các nhà điện ảnh và diễn viên từ trung tâm điện ảnh thời bấy giờ là Thượng Hải (bị quân Nhật chiếm năm 1937) sang Hồng Kông lánh nạn. Giai đoạn phát triển này cũng không kéo dài được lâu khi quân Nhật tiến vào Hồng Kông tháng 12 năm 1941. Không chỉ các bộ phim chống Nhật bị cấm sản xuất mà nhiều kho phim cũng bị quân đội Nhật mang ra trưng dụng để lấy Nitrate Bạc.

### Từ thập niên 1940 đến thập niên 1960
Sau Chiến tranh thế giới thứ hai, điện ảnh Hồng Kông phục hồi nhanh chóng nhờ làn sóng di cư thứ hai của các nhà điện ảnh và diễn viên từ Trung Quốc đại lục sang lánh nạn khỏi cuộc Nội chiến Trung Quốc và nhất là sau khi những người Cộng sản giành chiến thắng trước chính quyền Quốc Dân Đảng năm 1949. Rất nhiều nhân vật xuất sắc của điện ảnh tiếng Hoa đã đổ về hòn đảo này, thêm vào đó là dòng vốn đầu tư của các nước phương Tây cho điện ảnh Hồng Kông để xuất khẩu phim sang Đông Nam Á, những yếu tố này đã góp phần thúc đẩy sự phát triển vượt bậc của nền công nghiệp điện ảnh nước này.
Do các nhà điện ảnh đến từ Đại lục vốn chủ yếu sử dụng tiếng Quan thoại, các bộ phim sử dụng tiếng Quan thoại thời kỳ này thường được đầu tư lớn hơn và cũng có chất lượng nghệ thuật cao hơn nhờ kế thừa những tinh hoa của điện ảnh tiếng Quan thoại ở Thượng Hải. Các bộ phim tiếng Quảng Đông của các nghệ sĩ địa phương chỉ được coi là các bộ phim "hạng hai". Ngoài hai thứ tiếng chính trên, từ năm 1963, nhà cầm quyền Anh Quốc cũng bắt buộc các bộ phim nói tiếng Hoa phải có thêm phụ đề tiếng Anh, vì vậy đôi khi cùng một bộ phim Hồng Kông ta có thể thấy tới hai dòng phụ đề, một dòng phụ đề tiếng Quan thoại hoặc tiếng Quảng Đông, và một dòng phụ đề tiếng Anh.
Hai hãng phim lớn ở Hồng Kông thời kỳ này là Thiệu Thị (邵氏片場) và Công ty kinh doanh điện ảnh quốc tế (國際電影懋業 - MP&GI). Năm 1964, sau cái chết của Lục Vận Đào, chủ tịch MP&GI, Thiệu Thị bắt đầu chiếm ưu thế và thực sự trở thành hãng phim đầu đàn của Hồng Kông sau khi MP&GI chấm dứt lĩnh vực sản xuất phim năm 1970.
Trong giai đoạn này, một thể loại phim mới, các bộ phim ca nhạc Hoàng Mai Điều (黃梅調, bắt nguồn từ Hí khúc), được Thiệu Thị sản xuất và trở nên phổ biến, đặc biệt là sau thành công của bộ phim Lương Sơn Bá - Chúc Anh Đài (梁山伯與祝英台, 1963) của đạo diễn Lý Hàn Tường. Một thể loại phim được ưa thích nữa là các bộ phim tình cảm chuyển thể từ tiểu thuyết Quỳnh Dao vốn rất được ưa chuộng lúc bấy giờ. Nhưng bước đột phá của điện ảnh Hồng Kông phải kể tới sự hoàn thiện của nghệ thuật phim võ thuật với sự hòa trộn của nghệ thuật diễn xuất, võ thuật, nghệ thuật xiếc và Hí khúc. Sự hoàn thiện về mặt nghệ thuật này gắn liền với hai đạo diễn Hồ Kim Thuyên, người thực hiện bộ phim Đại túy hiệp (大醉俠, năm 1966), Khách sạn Long Môn (龍門客棧, năm 1966), và Trương Triệt, đạo diễn của bộ phim mang tính đột phá Độc tý đao (獨臂刀, năm 1967). Thế hệ ngôi sao phim võ thuật đầu tiên cũng ra đời với các tên tuổi như Trịnh Phối Phối và Vương Vũ.

### Thập niên 1970 - Giai đoạn chuyển tiếp
Điện ảnh tiếng Quan thoại tiếp tục chiếm ưu thế trong thập niên 1970 ở Hồng Kông. Vào năm 1972, thậm chí không một bộ phim tiếng Quảng Đông nào được các hãng phim Hồng Kông sản xuất. Chỉ nhờ sự phát triển mạnh mẽ của truyền hình Hồng Kông với các bộ phim hài hay cổ trang bằng tiếng Quảng Đông mà nền điện ảnh bản ngữ này mới bắt đầu được phục hồi. Bước tiến đầu tiên của phim Quảng Đông là bộ phim hài ăn khách Thất thập nhị gia phòng khách (七十二家房客), bộ phim tiếng địa phương duy nhất được sản xuất năm 1973 với dàn diễn viên chủ yếu là các ngôi sao truyền hình của hãng TVB vốn cũng do Thiệu Thị đầu tư xây dựng. Một bước tiến nữa của phim tiếng Quảng Đông là bộ phim hài Quỷ mã song tinh (năm 1974) với sự góp mặt của ba ngôi sao truyền hình TVB, ba anh em Hứa Quan Văn, Hứa Quan Kiệt và Hứa Quan Anh, doanh thu bộ phim này thậm chí còn đánh bại các bộ phim tiếng Quan thoại của huyền thoại Lý Tiểu Long.
Năm 1970, lãnh đạo cao cấp của Thiệu Thị là Trâu Văn Mạn tách ra thành lập một hãng phim mới, hãng Gia Hòa. Với cách kinh doanh năng động hơn Thiệu Thị vốn đã thống trị thị trường quá lâu, Gia Hòa đã nhanh tay ký được hợp đồng với các ngôi sao lớn nhất của điện ảnh Hồng Kông lúc này là Lý Tiểu Long và anh em họ Hứa. Từ cuối thập niên 1970, Gia Hòa bắt đầu chiếm ưu thế và đã góp phần đưa Thành Long trở thành một trong những ngôi sao phim võ thuật hài xuất sắc nhất của điện ảnh Hồng Kông. Thiệu Thị dần mất chỗ đứng của mình và cuối cùng phải tách bỏ hoàn toàn bộ phận sản xuất phim điện ảnh năm 1985 để tập trung vào mảng truyền hình.
Thập niên 1970 cũng chứng kiến sự ra đời của các thể loại phim mới ở Hồng Kông. Đó là phim cấp 3, một thể loại pha trộn giữa phim khiêu dâm và các bộ phim điện ảnh thực sự. Các bộ phim về đề tài xã hội nghiêm túc cũng được sản xuất, thêm vào đó là các bộ phim nghệ thuật của nữ đạo diễn Đường Thư Tuyền. Giai đoạn chuyển tiếp cũng chứng kiến sự hình thành của thế hệ đạo diễn Làn sóng mới Hồng Kông, những người sẽ trở thành trụ cột của điện ảnh nước này trong các thập niên sau đó.

### Thập niên 1980 và đầu thập niên 1990 - Giai đoạn bùng nổ
Giai đoạn phát triển bùng nổ cả về số lượng và chất lượng nghệ thuật của điện ảnh Hồng Kông là thập niên 1980 và đầu thập niên 1990. Không chỉ chiếm lĩnh thị trường phim trong nước, phim Hồng Kông còn đủ sức cạnh tranh với phim Hollywood ở thị trường châu Á và bước đầu được biết tới ở thị trường châu Âu. Công ty tiên phong trong việc quốc tế hóa các bộ phim Hồng Kông là hãng Cinema City do diễn viên hài Mạch Gia thành lập để chuyên sản xuất các bộ phim hài - hành động có tính giải trí cao và dễ trở thành các tác phẩm ăn khách.
Hai đạo diễn và nhà sản xuất có ảnh hưởng nhất của thị trường phim Hồng Kông lúc này là Từ Khắc và Vương Tinh. Từ Khắc không chỉ nổi tiếng với loạt phim Hoàng Phi Hồng mà còn là nhà sản xuất của rất nhiều bộ phim võ thuật hay hành động ăn khách và có tính đột phát về nghệ thuật. Ngược lại Vương Tinh lại nổi danh với các bộ phim hài và ông cũng chính là người đã phát hiện và đưa Châu Tinh Trì trở thành ông vua phim hài của điện ảnh Hồng Kông.
Về mặt thể loại, thập niên 1980 chứng kiến sự phát triển vượt bậc của phim hành động và phim "xã hội đen" với các tác phẩm của đạo diễn Ngô Vũ Sâm, nhà sản xuất Đặng Quang Vinh và ngôi sao Châu Nhuận Phát. Các bộ phim kiếm hiệp cổ trang lại là nơi tỏa sáng của nam diễn viên Trịnh Thiếu Thu và nữ diễn viên Lâm Thanh Hà, còn phim hài bên cạnh Châu Tinh Trì còn có thể kể tới Chung Sở Hồng. Thành Long cũng phát triển riêng cho mình các tác phẩm thuộc thể loại hành động - hài hợp tác cùng Hồng Kim Bảo và Nguyên Bưu, đó thường đều là các tác phẩm ăn khách. Phim nghệ thuật và phim tình cảm của Hồng Kông lúc này cũng bắt đầu có những tác phẩm đặc sắc như các bộ phim của đạo diễn Quan Cẩm Bằng và Vương Gia Vệ.

### Giữa thập niên 1990 đến nay
Từ giữa thập niên 1990, điện ảnh Hồng Kông lâm vào một cuộc khủng hoảng nghiêm trọng khi lượng khán giả đến rạp giảm làm doanh thu giảm sút nghiêm trọng. Đến cuối thập niên này, số lượng phim đã giảm tới hơn một nửa, từ khoảng 200 phim vào đầu thập niên xuống còn chừng 100 phim. Những nguyên nhân chính dẫn tới tình trạng này có thể kể tới cuộc khủng hoảng tài chính Đông Á năm 1997 đã giáng mạnh vào nền kinh tế chung của Hồng Kông, thêm vào đó là việc sản xuất phim ồ ạt làm giảm sút chất lượng nghệ thuật và lòng tin của khán giả, cuối cùng là sự cạnh tranh của các bộ phim bom tấn đến từ Hollywood. Việc trở về với Đại lục năm 1997 cũng không giúp nền điện ảnh hòn đảo này phục hồi và công nghiệp điện ảnh Hồng Kông xuống đến đáy vào năm 2003. Đây có thể coi là năm đen tối nhất trong lịch sử điện ảnh Hồng Kông khi nó phải đối mặt với sự đóng cửa hàng loạt của các rạp chiếu phim do ảnh hưởng của đại dịch SARS, thêm vào đó là cái chết đột ngột của hai ngôi sao hàng đầu Trương Quốc Vinh và Mai Diễm Phương.
Để cứu ngành công nghiệp từng là niềm tự hào của Hồng Kông, chính quyền hòn đảo này đã thành lập một quỹ hỗ trợ để lần đầu tiên trực tiếp tham gia đầu tư vào điện ảnh. Các nhà điện ảnh Hồng Kông cũng nỗ lực tìm cách thoát ra khỏi khó khăn bằng các bộ phim sử dụng nhiều kỹ xảo, các phim hài kiểu mới hoặc các phim kinh dị. Một hãng phim mới, hãng Milkyway Image của đạo diễn Đỗ Kì Phong được thành lập và đã đạt được những thành công bước đầu với các bộ phim "xã hội đen" và hài. Sự trở lại của cả nền điện ảnh Hồng Kông được đánh dấu bằng thành công vang dội về doanh thu và nghệ thuật của bộ phim Vô gian đạo (và hai phần tiếp đó), một tác phẩm hình sự - "xã hội đen" kiểu mới sau này đã được đạo diễn nổi tiếng Martin Scorsese làm lại một phiên bản Hollywood với cái tên Điệp vụ Boston (The Departed, giành Giải Oscar Phim hay nhất năm 2007). Tiếp nối thành công của Vô gian đạo là hai bộ phim võ thuật - hài Đội bóng Thiếu Lâm (năm 2001) và Tuyệt đỉnh công phu (năm 2004) đều do Châu Tinh Trì viết kịch bản, đạo diễn và thủ vai chính. Đỗ Kì Phong cũng mang lại màu sắc mới cho các phim "xã hội đen" truyền thống với Hắc xã hội và Hắc xã hội: Dĩ hòa vi quý.
Hiện nay sau khi Hồng Kông trở về với Trung Quốc, ranh giới giữa hai nền điện ảnh này cũng dần bị xóa nhòa. Các tác phẩm hợp tác giữa các hãng sản xuất phim Hồng Kông với diễn viên Trung Quốc hoặc ngược lại ngày càng trở nên phổ biến và xu hướng chung là sự hình thành một nền điện ảnh Hoa ngữ mới duy nhất.

## Các nhân vật nổi tiếng

### Đạo diễn
- Châu Tinh Trì
- Đàm Diệu Minh
- Đỗ Kỳ Phong
- Hồ Kim Thuyên
- Hứa An Hoa
- Hứa Quán Văn
- Quan Cẩm Bằng
- Lâm Linh Đồng
- Lưu Vĩ Cường
- Mạch Triệu Huy
- Ngô Vũ Sâm
- Trần Quả
- Từ Khắc
- Trần Mộc Thắng
- Lâm Siêu Hiền
- Trịnh Bảo Thụy
- Diệp Vỹ Tín
- Viên Hòa Bình
- Vương Gia Vệ
- Vương Tinh

### Nhà quay phim
- Bảo Đức Huy
- Đỗ Khả Phong

### Diễn viên nam
- Chung Tử Đơn
- Châu Nhuận Phát
- Châu Tinh Trì
- Cổ Thiên Lạc
- Đặng Quang Vinh
- Địch Long
- Hồng Kim Bảo
- Hoàng Thu Sinh
- Huỳnh Nhật Hoa
- Lê Minh
- Lưu Đức Hoa
- Lưu Thanh Vân
- Lương Gia Huy
- Lương Triều Vỹ
- Lý Liên Kiệt
- Lý Tiểu Long
- Miêu Kiều Vỹ
- Mạch Gia
- Nguyên Bưu
- Kim Thành Vũ
- Tằng Chí Vĩ
- Tằng Giang
- Thành Long
- Trịnh Y Kiện
- Trịnh Thiếu Thu
- Trương Học Hữu
- Trương Quốc Vinh
- Quách Phú Thành
- Quan Đức Huy
- Lương Triều Vỹ
- Ngô Kinh

### Diễn viên nữ

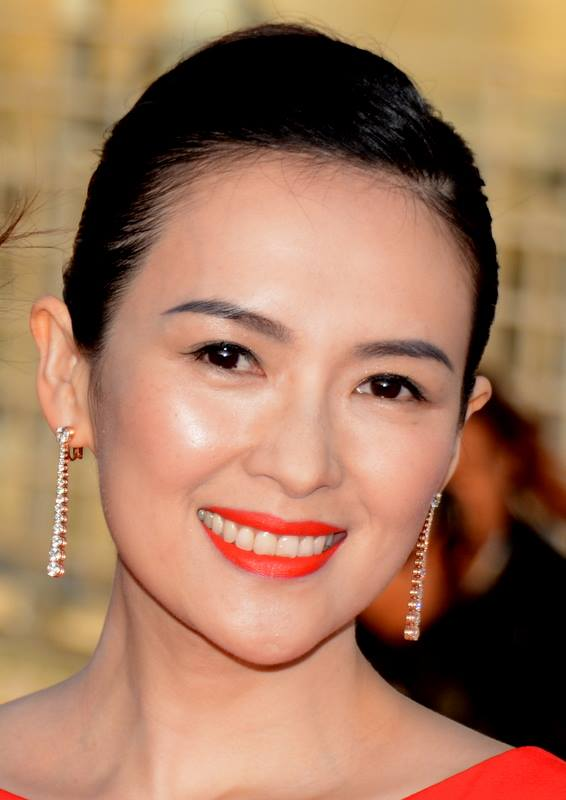
Chương Tử Di

- Chung Lệ Đề
- Củng Lợi
- Diệp Thiến Văn
- Dương Tử Quỳnh
- Lam Khiết Anh
- Lưu Gia Linh
- Lý Gia Hân
- Lý Thái Phụng
- Mai Diễm Phương
- Miêu Khả Tú
- Nhạc Đế
- Ông Mỹ Linh
- Quan Chi Lâm
- Trần Pháp Dung
- Trịnh Tú Văn
- Trương Mạn Ngọc
- Trương Mẫn
- Dương Lệ Thanh
- Trịnh Du Linh
- Trịnh Phối Phối
- Vương Tổ Hiền
- Lâm Thanh Hà